# Strömmingsmarknaden i Helsingfors

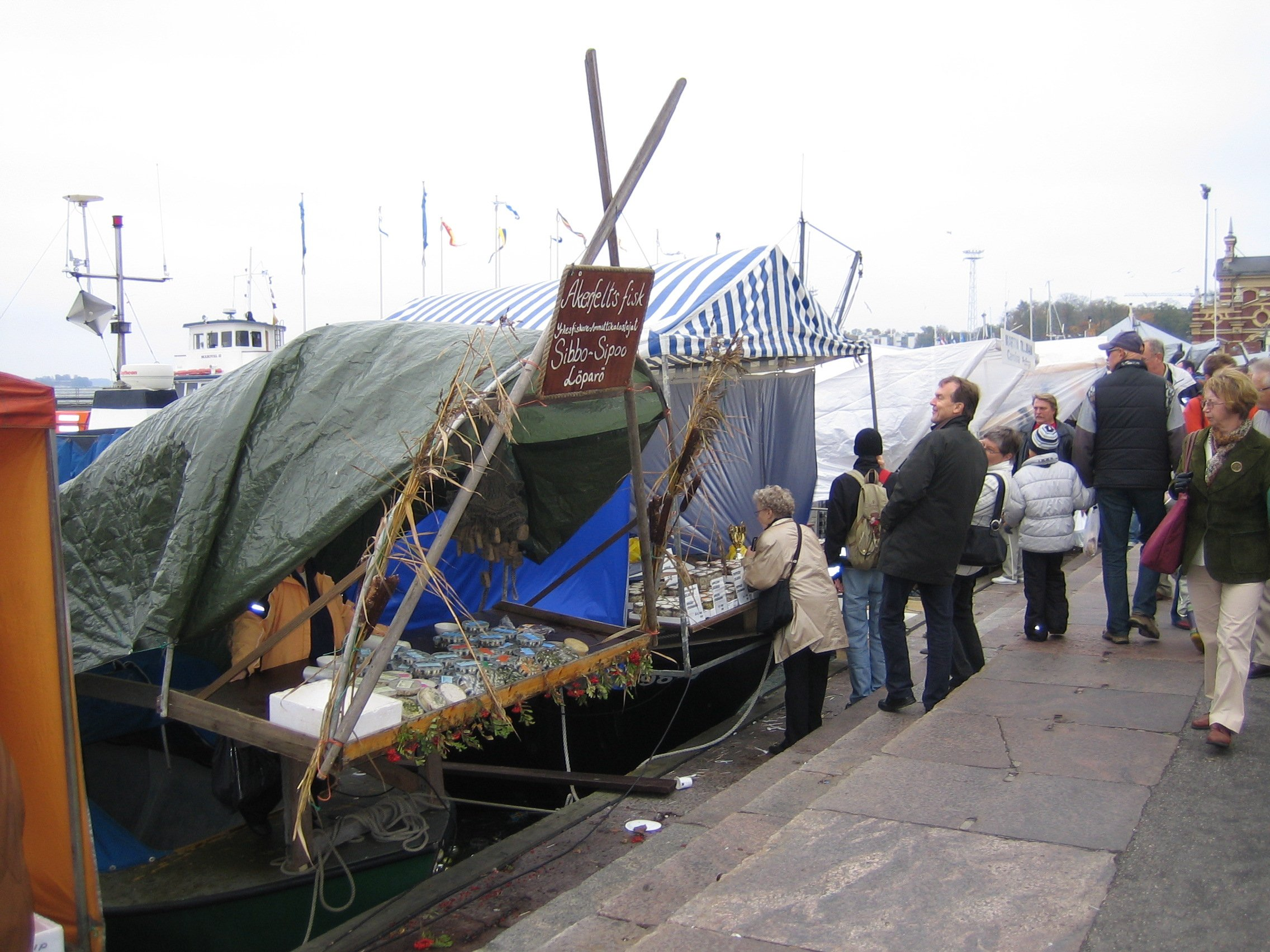
Marknadsstånd

Strömmingsmarknaden är ett av Helsingfors äldsta evenemang. Fiskare från landet samlas vid Helsingfors salutorg för att sälja saltad fisk och andra skärgårdsprodukter. Marknaden hålls en vecka varje höst, vanligen i oktober.

## Ursprung och historia

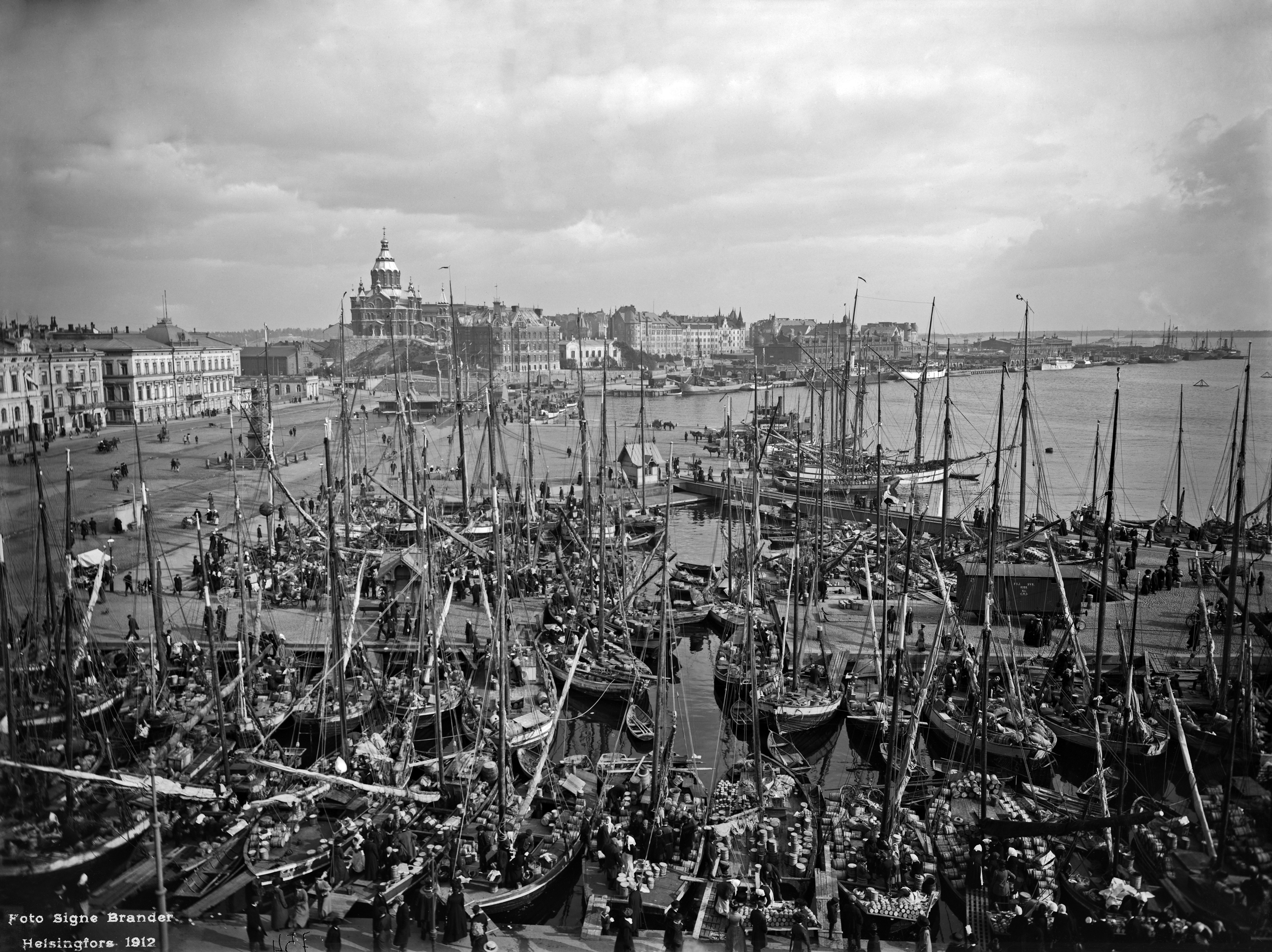
Strömmingsmarknaden år 1912, fotograferad av Signe Brander

I Helsingfors har strömmingsmarknaden varit en tradition sen år 1743, med ett kungligt lov att ha fri marknad. Traditionen började som marknaden på Mikaelidagen. År 1891 beslöt guvernören att det på marknaden endast skulle säljas saltad fisk och då kom strömmingsmarknaden till. Den har alltid hållits på hösten eftersom strömmingen är bäst på sensommaren och hösten. Efter andra världskriget var strömmingsmarknaden nära på att försvinna.  Liknande strömmingsmarknader ordnas också i Åbo och Raumo.

## Nutid
Strömmingsmarknaden ordnas idag huvudsakligen av Tukkutori tillsammans med andra företag. Ekokompassen deltar i arrangemanget för att få marknaden mer miljövänlig. Varje år hålls en tävling bland fiskarna: årets strömmingsöverraskning och årets kryddfisk. Vinnarna får sina pris på öppningsdagen. År 2017 kom 30 fiskare för att sälja sina varor, hälften av dem i båt. Antalet yrkesfiskare som deltar har i regel minskat år för år eftersom yrket blir alltmer sällsynt., men 2019 deltar 32 yrkesfiskare i strömmingsmarknaden.